# Кубок Англии по футболу 1893/1894
Кубок Англии 1893/94 (англ. 1893–94 FA Cup) — 23-й розыгрыш старейшего кубкового футбольного турнира, Кубка Футбольной ассоциации, более известного как Кубок Англии. Победителем турнира стал клуб Второго дивизиона «Ноттс Каунти», обыгравший в финальном матче «Болтон Уондерерс» со счётом 4:1.

## Календарь
| Раунд                            | Дата                     | Кол-во команд |
| -------------------------------- | ------------------------ | ------------- |
| Первый квалификационный раунд    | Суббота, 14 октября 1893 | 106           |
| Второй квалификационный раунд    | Суббота, 4 ноября 1893   | 80            |
| Третий квалификационный раунд    | Суббота, 25 ноября 1893  | 40            |
| Четвёртый квалификационный раунд | Суббота, 16 декабря 1893 | 20            |
| Первый раунд                     | Суббота, 27 января 1894  | 32            |
| Второй раунд                     | Суббота, 10 февраля 1894 | 16            |
| Третий раунд                     | Суббота, 24 февраля 1894 | 8             |
| Полуфиналы                       | Суббота, 10 марта 1894   | 4             |
| Финал                            | Суббота, 31 марта 1894   | 2             |

## Результаты

### Первый раунд
| №  | Хозяева              | Счёт | Гости                   | Дата           |
| -- | -------------------- | ---- | ----------------------- | -------------- |
| 1  | Ливерпуль            | 3:0  | Гримсби Таун            | 27 января 1894 |
| 2  | Престон Норт Энд     | 18:0 | Рединг                  | 27 января 1894 |
| 3  | Сток                 | 1:0  | Эвертон                 | 27 января 1894 |
| 4  | Ноттс Каунти         | 1:0  | Бернли                  | 27 января 1894 |
| 5  | Ноттингем Форест     | 1:0  | Хинор Таун              | 27 января 1894 |
| 6  | Астон Вилла          | 4:2  | Вулверхэмптон Уондерерс | 27 января 1894 |
| 7  | Вест Бромвич Альбион | 2:3  | Блэкберн Роверс         | 27 января 1894 |
| 8  | Сандерленд           | 3:0  | Аккрингтон              | 27 января 1894 |
| 9  | Дерби Каунти         | 2:0  | Дарвен                  | 27 января 1894 |
| 10 | Ньютон Хит           | 4:0  | Мидлсбро                | 27 января 1894 |
| 11 | Смолл Хит            | 3:4  | Болтон Уондерерс        | 27 января 1894 |
| 12 | Лестер Фосс          | 2:1  | Саут Шор                | 27 января 1894 |
| 13 | Мидлсбро Айронополис | 2:1  | Лутон Таун              | 27 января 1894 |
| 14 | Вулидж Арсенал       | 1:2  | Уэнсдей                 | 27 января 1894 |
| 15 | Стокпорт Каунти      | 0:1  | Бертон Уондерерс        | 27 января 1894 |
| 16 | Ньюкасл Юнайтед      | 2:0  | Шеффилд Юнайтед         | 27 января 1894 |

### Второй раунд
| №           | Хозяева          | Счёт | Гости                | Дата            |
| ----------- | ---------------- | ---- | -------------------- | --------------- |
| 1           | Ливерпуль        | 3:2  | Престон Норт Энд     | 10 февраля 1894 |
| 2           | Ноттингем Форест | 2:0  | Мидлсбро Айронополис | 10 февраля 1894 |
| 3           | Уэнсдей          | 1:0  | Сток                 | 10 февраля 1894 |
| 4           | Сандерленд       | 2:2  | Астон Вилла          | 10 февраля 1894 |
| Переигровка | Астон Вилла      | 3:1  | Сандерленд           | 21 февраля 1894 |
| 5           | Бертон Уондерерс | 1:2  | Ноттс Каунти         | 10 февраля 1894 |
| 6           | Ньютон Хит       | 0:0  | Блэкберн Роверс      | 10 февраля 1894 |
| Переигровка | Блэкберн Роверс  | 5:1  | Ньютон Хит           | 17 февраля 1894 |
| 7           | Лестер Фосс      | 0:0  | Дерби Каунти         | 10 февраля 1894 |
| Переигровка | Дерби Каунти     | 3:0  | Лестер Фосс          | 17 февраля 1894 |
| 8           | Ньюкасл Юнайтед  | 1:2  | Болтон Уондерерс     | 10 февраля 1894 |

### Третий раунд
| №           | Хозяева          | Счёт | Гости            | Дата            |
| ----------- | ---------------- | ---- | ---------------- | --------------- |
| 1           | Ноттингем Форест | 1:1  | Ноттс Каунти     | 24 февраля 1894 |
| Переигровка | Ноттс Каунти     | 4:1  | Ноттингем Форест | 3 марта 1894    |
| 2           | Уэнсдей          | 3:2  | Астон Вилла      | 24 февраля 1894 |
| 3           | Болтон Уондерерс | 3:0  | Ливерпуль        | 24 февраля 1894 |
| 4           | Дерби Каунти     | 1:4  | Блэкберн Роверс  | 24 февраля 1894 |

### Полуфиналы
| № | Хозяева          | Счёт | Гости           | Дата          |
| - | ---------------- | ---- | --------------- | ------------- |
| 1 | Ноттс Каунти     | 1:0  | Блэкберн Роверс | 10 марта 1894 |
| 2 | Болтон Уондерерс | 2:1  | Уэнсдей         | 10 марта 1894 |

### Финал
Финал Кубка Англии прошёл 31 марта 1894 года. В нём на стадионе «Гудисон Парк» в Ливерпуле встретились «Ноттс Каунти» и «Болтон Уондерерс». Победу со счётом 4:1 одержал «Ноттс Каунти». Джимми Логан стал вторым игроком в истории турнира, сделавшим хет-трик в финале Кубка Англии (первым был Уильям Таунли).
| Ноттс Каунти                           | 4:1 | Болтон Уондерерс |
| -------------------------------------- | --- | ---------------- |
| - Артур Уотсон 18′ - Логан 29′ 67′ 70′ |     | Кэссиди 87′      |

| Ноттс Каунти | Болтон Уондерерс |